# 卞諲
卞諲（1445年—？），字寅之，直隸常州府武進縣人，軍籍。明朝政治人物。進士出身。

## 生平
成化七年（1471年）辛卯應天鄉試第五名。成化八年（1472年）壬辰科會試第一百三十四名，殿試登進士第二甲第四名。擔任兵部主事，因病去世。

## 家族
曾祖父卞均玉。祖父卞禮。父亲卞庭蘭。